# شورش وادا یوشیموری
نبرد وادا (به ژاپنی: 和田合戦 わだがっせん)، شورشی توسط وادا یوشیموری ملازم قدرتمند، بود که در مه ۱۲۱۳، در اوایل دوره کاماکورا، در شوگون‌سالاری کاماکورا رخ داد. به آن شورش وادا یوشیموری نیز می‌گویند.
در فوریه ۱۲۱۳، شورش ایزومی چیکاهیرا برای از بین بردن هوجو یوشیتوکی کشف شد و در آن زمان، یوشینائو و یوشیشیگه، پسران وادا یوشینوری و برادرزاده‌اش تانه‌ناگا دستگیر شدند. با وجود اینکه دو پسرش مورد عفو قرار گرفتند، یوشیموری از تمام خانواده‌اش، از جمله خاندان میئورا، خواست تا برادرزاده‌اش تانه‌ناگا را نیز عفو کنند، اما از آنجایی که تانه‌ناگا معادل یک مغز متفکر بود، او مورد عفو قرار نگرفت و تبعید شد و عمارتش نیز متعاقباً مصادره شد. به دلیل این مسائل، روابط بین خاندان هوجو و خاندان وادا بدتر شد.
در ماه مه، یوشیموری ارتشی را برای سرنگونی خاندان هوجو در اتحاد با یاماتو یوکو که از طریق ازدواج با هم مرتبط بود و میئورا یوشیمورا، یکی از اعضای همان خاندان (پسر عمو) تشکیل داد. با این حال، در آخرین لحظه، یوشیمورا با کاخ امپراتوری طرف شد و خاندان وادا، بدون نیرو، به کاخ شوگون حمله کردند و در کاماکورا درگیر جنگ شهری شدند. نبرد دو روز طول کشید، اما طرف یوشیتوکی که فرمانده نظامی بزرگ میناموتو نو سانه‌تومو داشت و از نظر قدرت نظامی برتر بود، پیروزی نهایی را به دست آورد، یوشیموری شکست خورد و خاندان وادا نابود شد. با پیروزی در این نبرد، سیستم نایب‌السلطنه خاندان هوجو قویتر شد.